# Combat d'Alost
Guerre des Paysans
Batailles
- Saint-Nicolas
- 1er Boom
- Merchtem
- Zele
- Malines
- 2e Boom
- Hooglede
- Moorslede
- Zonnebeke
- 1er Diest
- 1er Louvain
- Alost
- Turnhout
- Enghien-Hal
- Hérinnes
- Audenarde
- Leuze
- 2e Louvain
- Ingelmunster
- Duffel
- Herentals
- Arzfeld
- Clervaux
- Amblève
- Stavelot
- Pollare
- Londerzeel
- Kapelle-op-den-Bos
- Bornem
- Meerhout
- 2e Diest
- 3e Diest
- Mol
- Jodoigne
- Marilles
- Beauvechain
- Hélécine
- Kapellen
- Meylem
- Hasselt

Le combat d'Alost se déroule pendant la guerre des Paysans.

## Déroulement

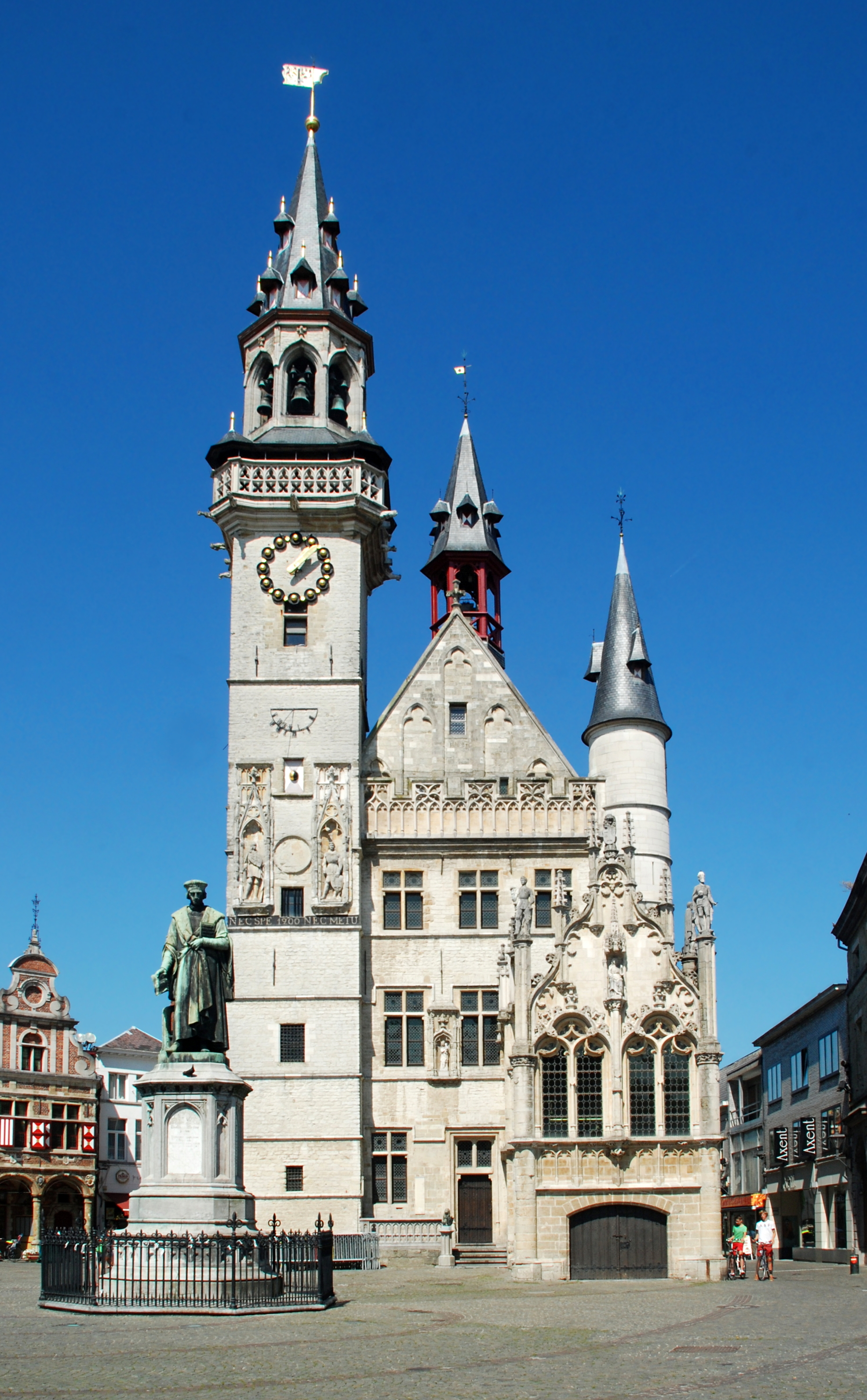
Le beffroi d'Alost.

L'insurrection éclate à Ninove, plus de 200 jeunes paysans s'emparent du bourg et brûlent l'arbre de la liberté. Les rebelles prennent pour chef Jean-François Vandersmissen, un bourgeois âgé de 22 ans, et disposent parmi leurs forces d'un noyau dur d'anciens soldats autrichiens. Renforcés par 150 hommes de Denderwindeke ils se mettent en marche vers Alost, ville de 12 000 habitants, et traversent au passage les communes de Kerksken et Nieuwerkerken où ils sont rejoints par des habitants. Arrivés près du château de Regelsburg, les insurgés se mettent en ligne de bataille sur trois rangs, ceux équipés de fusils et de baïonnettes sont placés sur la première ligne.
Après avoir subi quelques escarmouches depuis le 23, Alost est attaquée le 26 octobre 1798, par 400 à 500 paysans. Cependant la ville résiste grâce au renfort d'une compagnie d'infanterie envoyée préventivement par l'adjudant-général Leclair deux jours avant l'attaque. Un groupe de rebelles menés par Joseph de Troch, un ancien soldat autrichien, parvient à pénétrer dans la ville, cependant les hommes se dispersent et s'égarent dans les rues, plusieurs sont capturés par des bourgeois armés. Les insurgés finissent par renoncer et se replient sur Ninove sans être poursuivis.
Un dernier échange de tirs oppose républicains et rebelles le 30 octobre.